# فرحات كوركماز
فرحات كوركماز (بالتركية: Ferhat Korkmaz)‏ هو لاعب كرة قدم تركي في مركز الدفاع، ولد في 14 سبتمبر 1981 في السويد. شارك مع منتخب تركيا تحت 21 سنة لكرة القدم. أما مع النوادي، فقد لعب مع نادي إسكلستونا ونادي برومابويكارنا ونادي سيريانسكا ونادي فاسالوندس ونادي هاماربي.